# Alcatel-Lucent

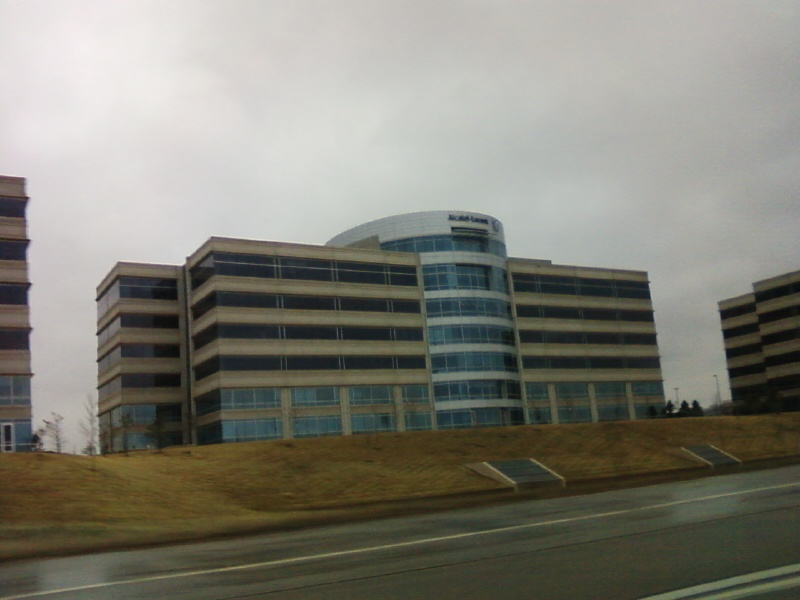
Офис в Колорадо

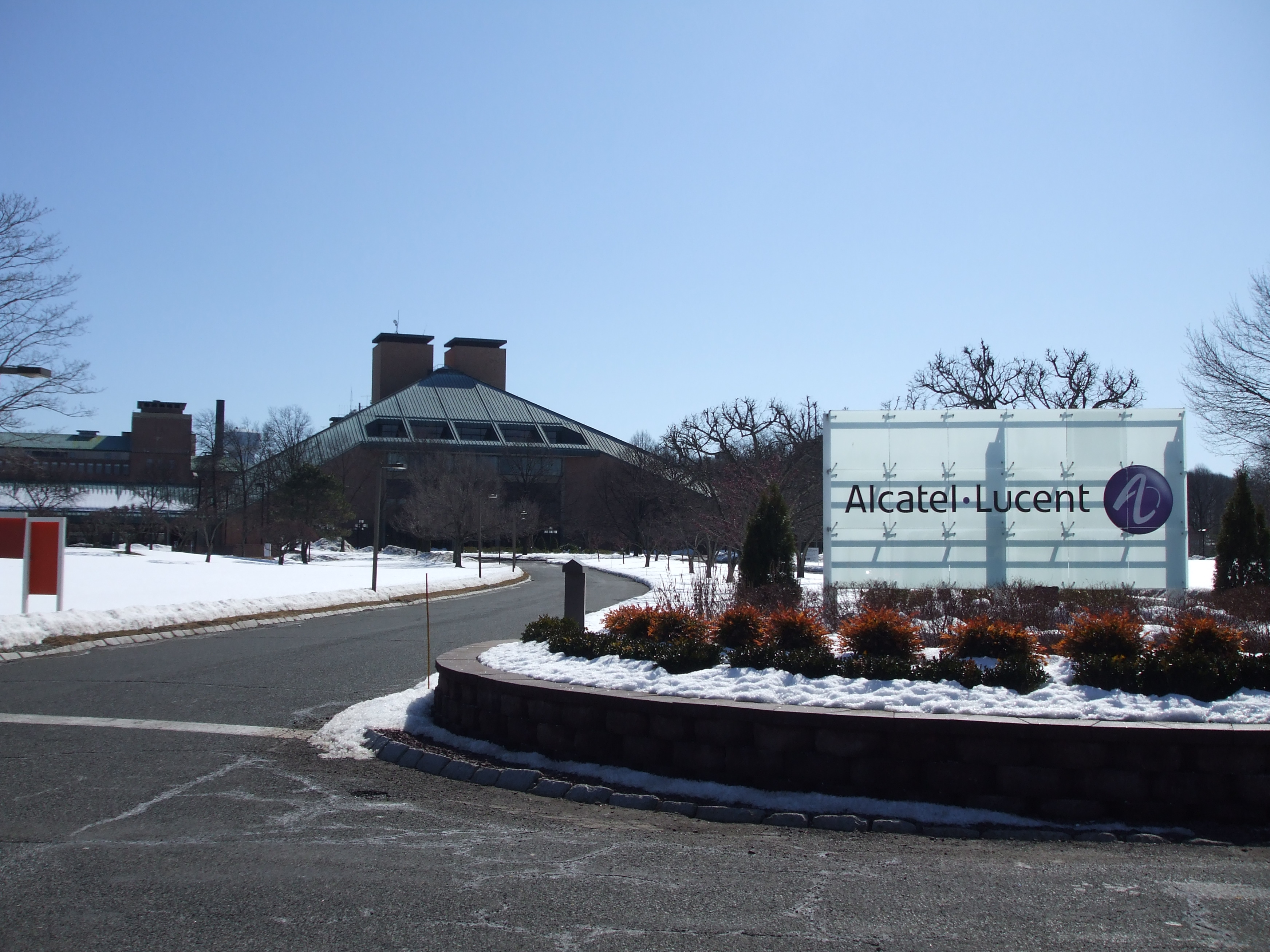
Офис в Муррей-Хилл

Alcatel-Lucent — французская компания, бывшая одним из крупнейших в мире производителей сетевого и телекоммуникационного оборудования. Существовала с 2006 по 2016 год (приобретена концерном Nokia). Штаб-квартира компании размещалась в Булонь-Бийанкуре, пригороде Парижа.
Была совладельцем (с Обществом Фраунгофера) патентов на формат аудиоданных MP3.

## История
Alcatel-Lucent была образована 1 декабря 2006 года в результате слияния компаний Alcatel и Lucent Technologies.
Компания на мировом рынке по итогам 2007 года понесла чистые убытки в размере 3,5 млрд евро. Убытки связаны с сокращением стоимости её активов на 2,94 млрд евро, главным образом бизнеса по производству оборудования стандарта CDMA. С одной стороны, списания отражают снижение рыночной стоимости компании на 13,5 млрд евро (до порядка 9,6 млрд евро) с момента слияния. С другой — спрос на CDMA-оборудование падает как со стороны операторов из развитых стран, переходящих на связь четвёртого поколения, так и со стороны развивающихся государств, инвестирующих преимущественно в развитие сетей стандарта GSM. Списания съели 600 млн евро, которые компании Alcatel и Lucent сэкономили на объединении. Расходы Alcatel-Lucent на консолидацию бизнеса после объединения достигли 856 млн евро. За вычетом этих статей убыток компании составил бы 443 млн евро против прибыли 522 млн евро в 2006 году. Выручка компании упала до 17,8 млрд евро (на 2,5 %, 18,25 млрд евро в 2006 году). Операционная прибыль компании за 2007 году — 110 млн евро (на 88 % ниже показателя 2006 году — 925 млн евро).
Учитывая необходимость дальнейшего снижения расходов в связи с серьёзными падениями экономических показателей и высоким уровнем убытков, руководство компании Alcatel-Lucent по итогам 2012 года приняло решение сократить 5,5 тыс. сотрудников.
В 2012 году была продана компания Genesys, калифорнийский разработчик программного обеспечения для колл-центров.
В апреле 2015 года был подписан договор о намерениях, согласно которому финский концерн Nokia приобретает компанию Alcatel-Lucent. Сделка была одобрена советами директоров двух компаний. Оплата была произведена акциями Nokia, за каждую ценную бумагу Alcatel-Lucent инвесторы получили 0,55 ценной бумаги Nokia, стоимость сделки составила 15,6 млрд долл. 24 июля 2015 года сделка была одобрена Европейской комиссией; по мнению Еврокомиссии, в результате сделки ситуация в области конкуренции не ухудшится, поскольку стороны не являются близкими конкурентами. После завершения сделки компания Alcatel-Lucent стала частью подразделения Nokia Networks. Председателем совета директоров был назначен Ристо Сииласмаа (Risto Siilasmaa), генеральным директором — Раджив Сури (Rajeev Suri).
4 января 2016 года Nokia объявила о получении контроля над Alcatel-Lucent; 14 января поглощение компании Alcatel-Lucent завершено.
Alcatel-Lucent Enterprise, приобретённая 1 октября 2014 года китайской China Huaxi (см. Huaxi), продолжает использовать бренд Alcatel-Lucent по лицензии Nokia.

## Деятельность
Компания разрабатывала и производила телекоммуникационное оборудование, в том числе, использующей собственный протокол ABC (Alcatel Business Communications). Считалась пионером на рынке техники для сетей LTE (4G). Помимо оборудования для операторов сотовой связи выпускала сетевое оборудование для волоконно-оптических и беспроводных сетей, занималась производством и прокладкой подводных кабелей (занимала 40 % мирового рынка подводных кабелей).
Производственные мощности компании размещались в Китае (Шанхай), Франции (Кале), Великобритании (Гринвич) и США (Мериден). Основными рынками для компании были США (41 % выручки), КНР (10 %), Западная Европа (20 %).

### в России
В Российской Федерации компания в 2010 году создала совместное предприятие с государственной корпорацией «Ростех», в рамках СП планировалась организация разработки и производства технологических решений для телекоммуникаций, в том числе сетей LTE.
Также, у компании был небольшой центр разработки (100 человек) в Санкт-Петербурге.

## Собственники и руководство
Основные владельцы акций компании на 31 декабря 2011 года — фонды Brandes Investment Partners (6,44 % акций, 6,41 % голосов), Artis Capital Management (3,39 % акций, 3,37 % голосов), практически все остальные акции находятся в свободном обращении.
С момента слияния компаний Alcatel и Lucent Technologies (Лаборатории Белла) председателем совета директоров был Серж Чурук, главным управляющим — Патриция Руссо. В конце июля 2008 года из-за продолжающихся убытков компании оба топ-менеджера подали в отставку. С 1 октября 2008 года решением совета директоров Alcatel-Lucent в должность исполнительного директора вступил Бен Верваайен (Ben Verwaayen), а «председателем без исполнительских полномочий» стал Филипп Камю (Philippe Camus).

## Критика
В 2010 году Комиссия по ценным бумагам и биржам (SEC) обвинила Alcatel-Lucent в том, что её предшественник, компания Alcatel, выплачивала взятки правительственным чиновникам Коста-Рики, Гондураса, Малайзии и Тайваня с целью получения новых контрактов в области телекоммуникаций, в общей сумме до $8 млн. В декабре 2011 года компания согласилась выплатить $137 млн штрафа ($45 млн самой SEC и дополнительно $92 млн для урегулирования претензий министерства юстиции США). После этого руководство компании декларирует ведение бизнеса на условиях полного неприятия коррупционных проявлений (zero tolerance).